# Teresa Olewczyńska
Teresa Olewczyńska (ur. 5 sierpnia 1934 w Szpanowie) – polska poetka.

## Życiorys
Ukończyła prawo na Uniwersytecie Łódzkim Debiutowała na łamach tygodnika Kultura. Publikowała również w miesięczniku Poezja i magazynie Akant W 1969 za twórczość literacką otrzymała nagrodę miasta Płocka. Od 1966 mieszka we Włocławku, co podkreśla przy każdej okazji. Jest członkinią Włocławskiego Towarzystwa Naukowego oraz Ogólnopolskiego Stowarzyszenia Literatów.

## Twórczość literacka

### Poezja
- Korzenie, Płock, 1970
- Moje Katedry, Włocławek, Włocławskie Towarzystwo Naukowe, 1986
- Sami i drudzy, Włocławek, Ogólnopolskie Stowarzyszenie Literatów, 2003
- Modlitwy Synajskie, Włocławek, Ogólnopolskie Stowarzyszenie Literatów, 2007
- Dla Safony, Włocławek, Fundacja "Bliżej Książki", 2008

### Inne
- Mazowiecka Rzecz - Próby poetyckie (antologia) Płock 1968